# Norberto Collado Abreu
Norberto Collado Abreu, né le 23 février 1921 à Batabanó (dans l'actuelle province de Mayabeque), et mort le 2 avril 2008 est le capitaine et barreur du bateau Granma, qui transporta Fidel Castro et 81 partisans de Tuxpan au Mexique à Veracruz à Cuba, en 1956. Le débarquement de 1956 de Castro dans l'ouest de Cuba lance la révolution cubaine qui a entraîné le renversement du président Fulgencio Batista en 1959.

## Biographie
Collado Abreu rejoint le marine cubaine en avril 1941, pendant la Seconde Guerre mondiale. Il participe au naufrage de l'Unterseeboot 176 allemand en mai 1943 dans les eaux du nord-est de La Havane. 
Après la guerre, il fait un séjour en prison pour ses idées de gauche où il rencontre Fidel Castro, emprisonné à la même époque. Les deux Castro et Collado Abreu sont ensuite libérés dans le cadre d'un programme d'amnistie. Ils s'exilent au Mexique, avec d'autres partisans de Castro.
Le Granma met les voiles dans la nuit du 25 novembre 1956, de la ville portuaire de Tuxpan dans l'État de Veracruz au Mexique. Collado Abreu se retrouve donc à la tête du Granma, qui embarque 82 éminents partisans de la Révolution cubaine, dont Fidel Castro, Raúl Castro, Camilo Cienfuegos et Che Guevara, vers la Province de Granma dans l'ouest de Cuba. Le débarquement, le 2 décembre 1956, marque le début de la Révolution cubaine, qui renverse Fulgencio Batista du pouvoir en 1959. Collado Abreu est capturé peu après le débarquement du Granma à Cuba. Il est condamné à de la prison, où il reste jusqu'au triomphe de la Révolution en 1959.
Collado Abreu a continué à travailler dans la marine cubaine jusqu'en 1981. Il meurt à Cuba le 2 avril 2008.